# Дрезина

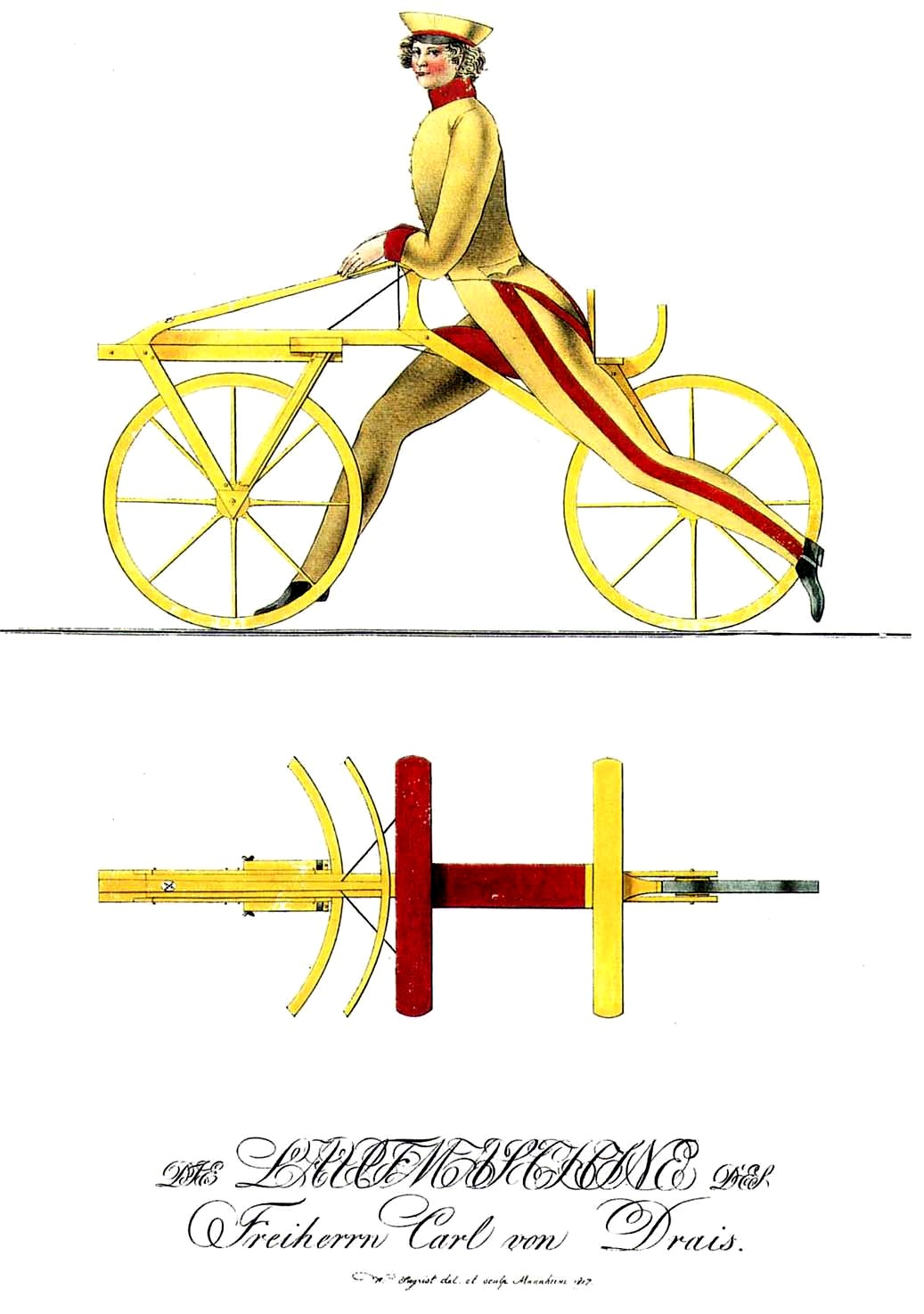
Дрезина К. Дреза.

Дрезина — специальная самодвижущаяся тележка (изделие), передвигаемая механически по рельсам и служащая для поездок работников железнодорожного транспорта с целью осмотра железнодорожного пути и по другим служебным надобностям.
В прежние годы дрезины, как правило, не оборудовались сцепками либо были приспособлены только для буксировки специально приспособленных прицепов. В настоящее время все дрезины оборудуются сцепками и для пересылки на большие расстояния могут включаться в состав поездов.
Название своё дрезина получила по имени немецкого изобретателя Карла Дреза, который в 1817 году изобрёл самокат (двухколёсный экипаж) для собственного передвижения, прототип современного велосипеда/беговела.

## Дрезины смускульным приводом

### Классическая дрезина с ручным мускульным приводом

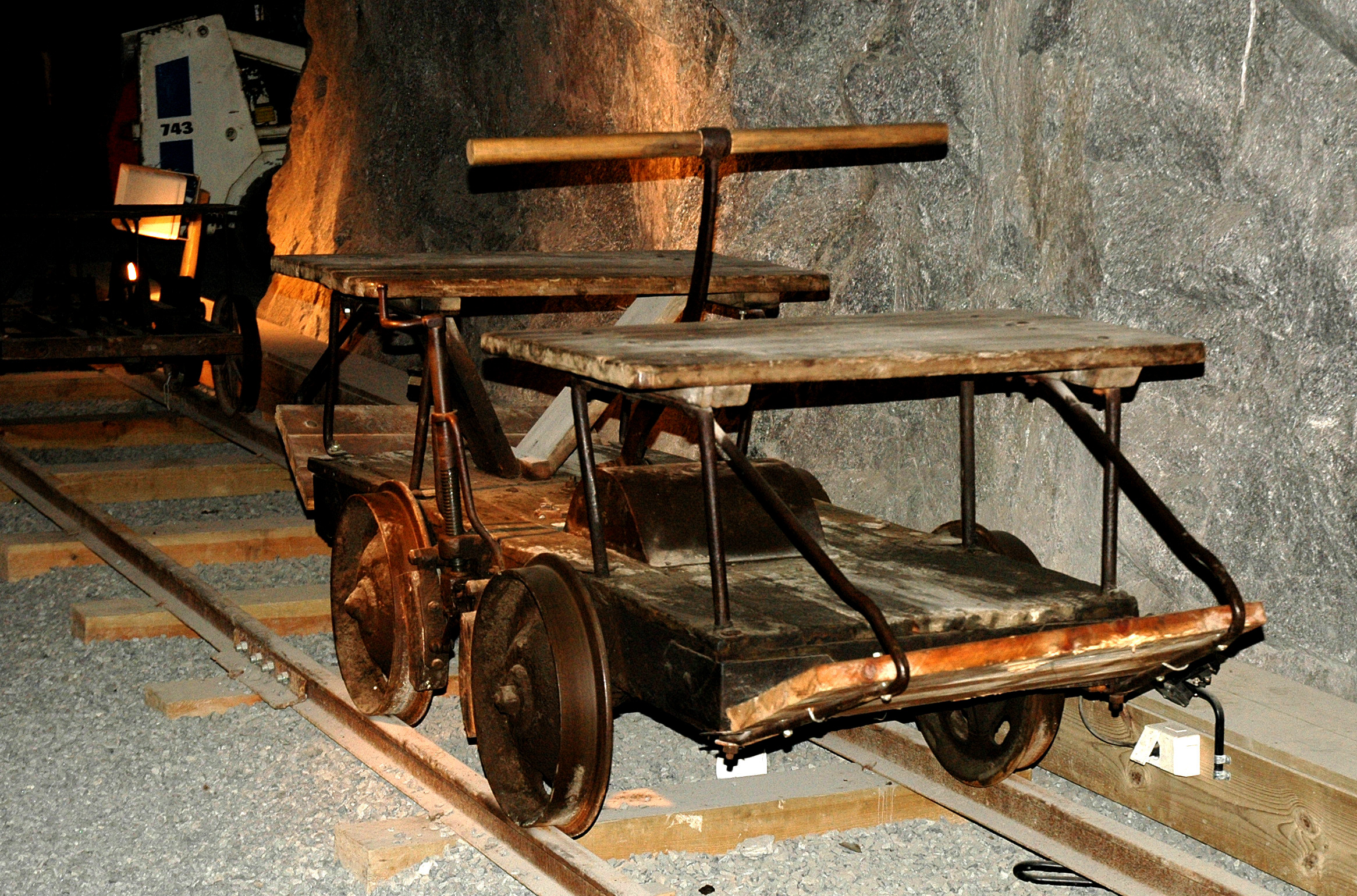
Классическая дрезина с ручным мускульным приводом — Королевские шахты, Конгсберг, Норвегия.
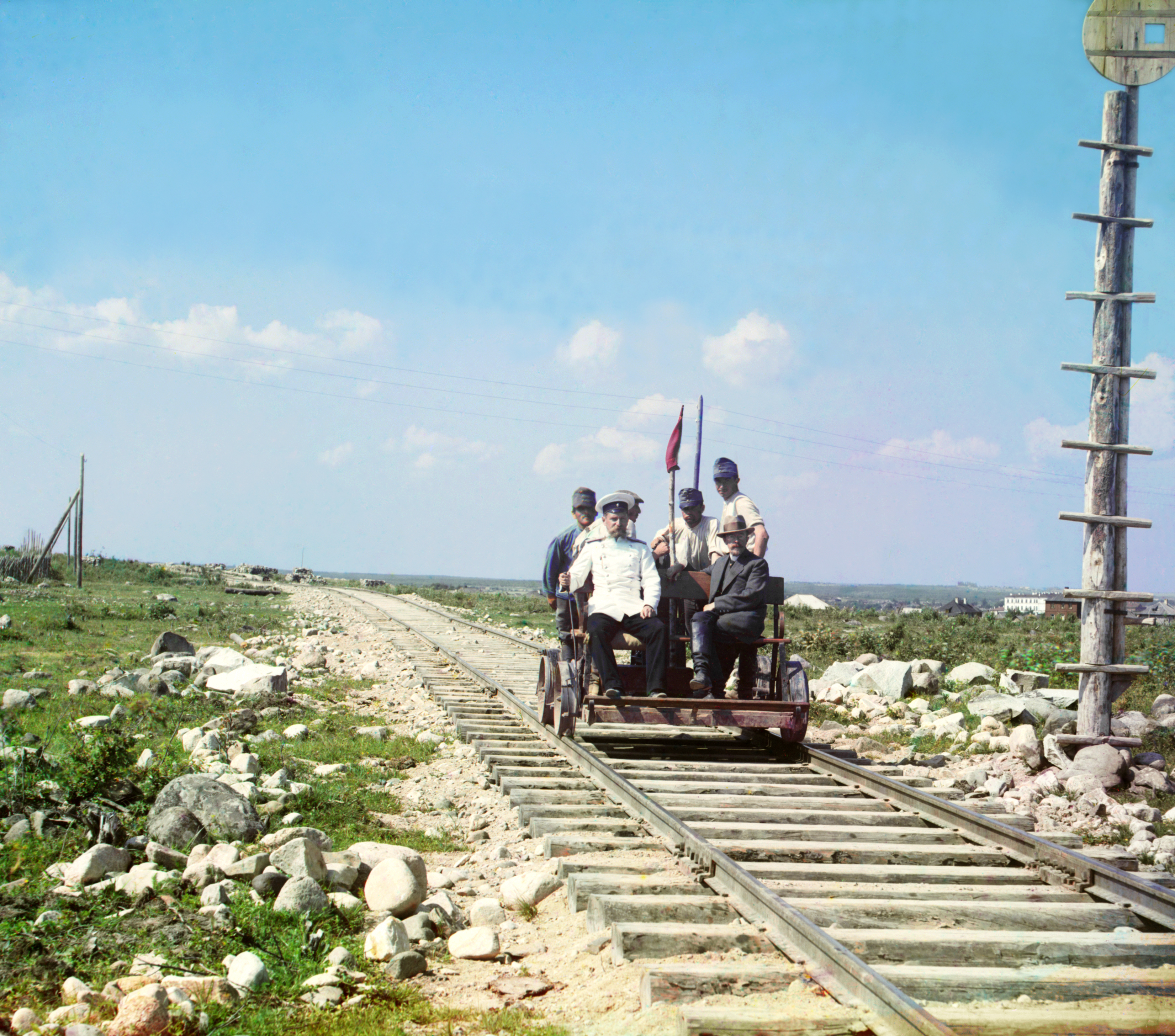
Дрезина на Мурманской железной дороге в районе Петрозаводска. Фотография Прокудина-Горского (сидит впереди справа), 1915 год.

«Классическая» дрезина с ручным мускульным приводом была введена на железных дорогах в 1839 году.
Она состояла из лёгкой рамы на четырёх колёсах, имеющих реборды наподобие колёс железнодорожных вагонов. В передней части дрезины находится скамейка с подножкой, представляющая место для двух-трёх человек. Сзади помещаются рабочие, из которых двое также могут приводить дрезину в движение вращением рукояток, а двое — для смены.
На дрезине хорошей конструкции при весе её около 650 килограммов, приводимой в движение двумя рабочими, может быть на подъёме в 1:2000 достигнута скорость от 25 до 30 километров в час.
Важной характеристикой дрезин с мускульным приводом является лёгкость её удаления с рельсов, так как иногда приходится быстро соскочить с дрезины и снять её с пути ввиду приближающегося поезда.

### Велодрезины

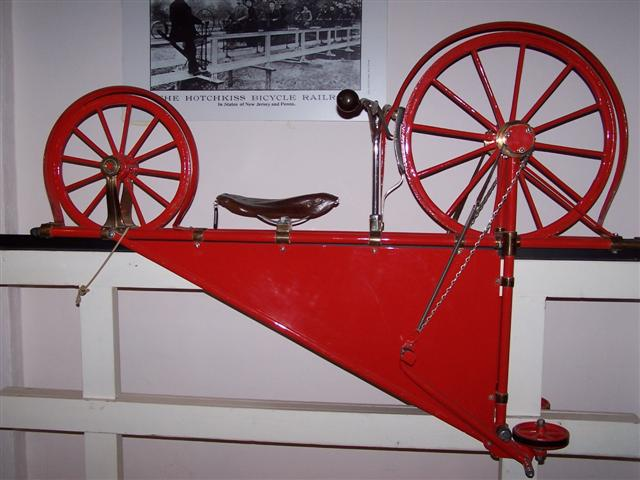
Велодрезина монорельсовой железной велодороги Гочкиса, США, Великобритания, 1890-е годы.
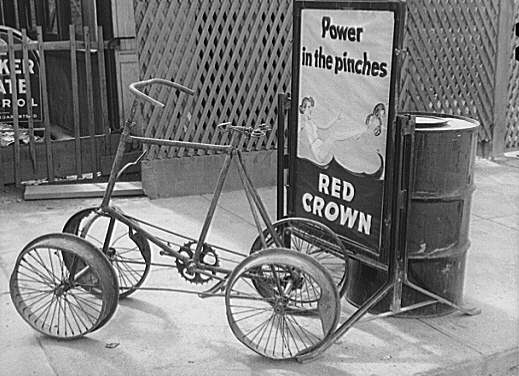
Четырёхколёсная велодрезина (железнодорожный велосипед-квадроцикл), 1940 год.
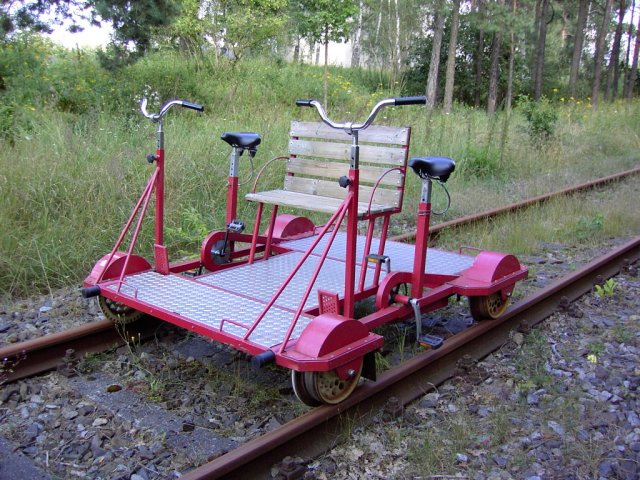
Четырёхколёсная двойная велодрезина на линии Темплин — Фюрстенберг, Германия

Велодрезины — частный случай дрезин с мускульным приводом. Так называют дрезины, приводимые в движение усилиями мышц ног через специальную систему передач. Отличаются достаточной лёгкостью приведения в движение, так как сопротивление их качению по рельсам очень незначительно.
Часто это устройства, сходные по конструкции с велосипедами. Иногда это просто обычный велосипед, поставленный на рельсы, оборудованный дополнительным опорным колесом или колёсами для движения по второму рельсу.
Существуют (существовали) и четырёхколёсные велодрезины, где усилие передаётся не на одно, а на два или все четыре колеса, являющиеся в таком случае ведущими. В частности, экипаж такого рода был испытан[когда?] на французской Восточной железной дороге. На нём могут поместиться два человека. Один рабочий может снять его с пути.
В наши дни[когда?] велодрезины (железнодорожные велосипеды) используются на многих закрытых железных дорогах Европы для развлечения туристов.

### Дрезины с комбинированным приводом

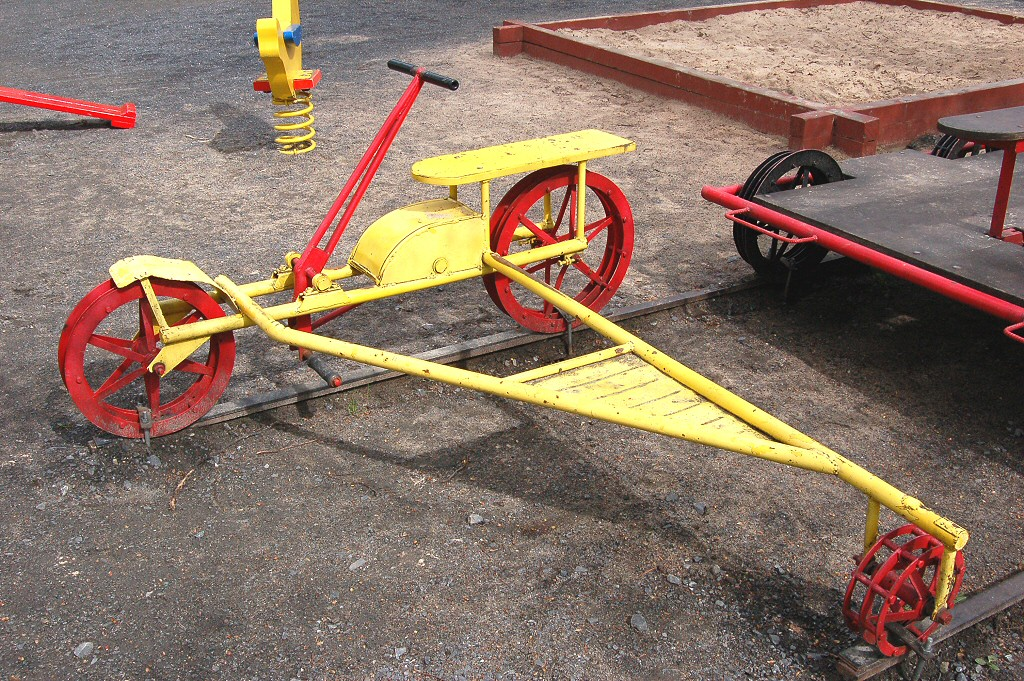
Трёхколёсная дрезина с комбинированным мускульным приводом, Оулу, Финляндия.
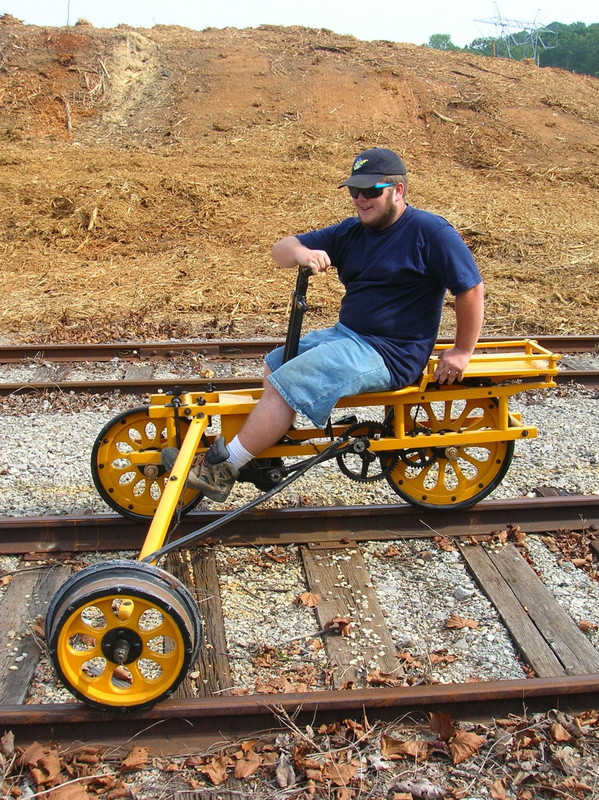
В Северной Америке такие дрезины широко известны как «рельсовый велосипед» («rail velocipede»).
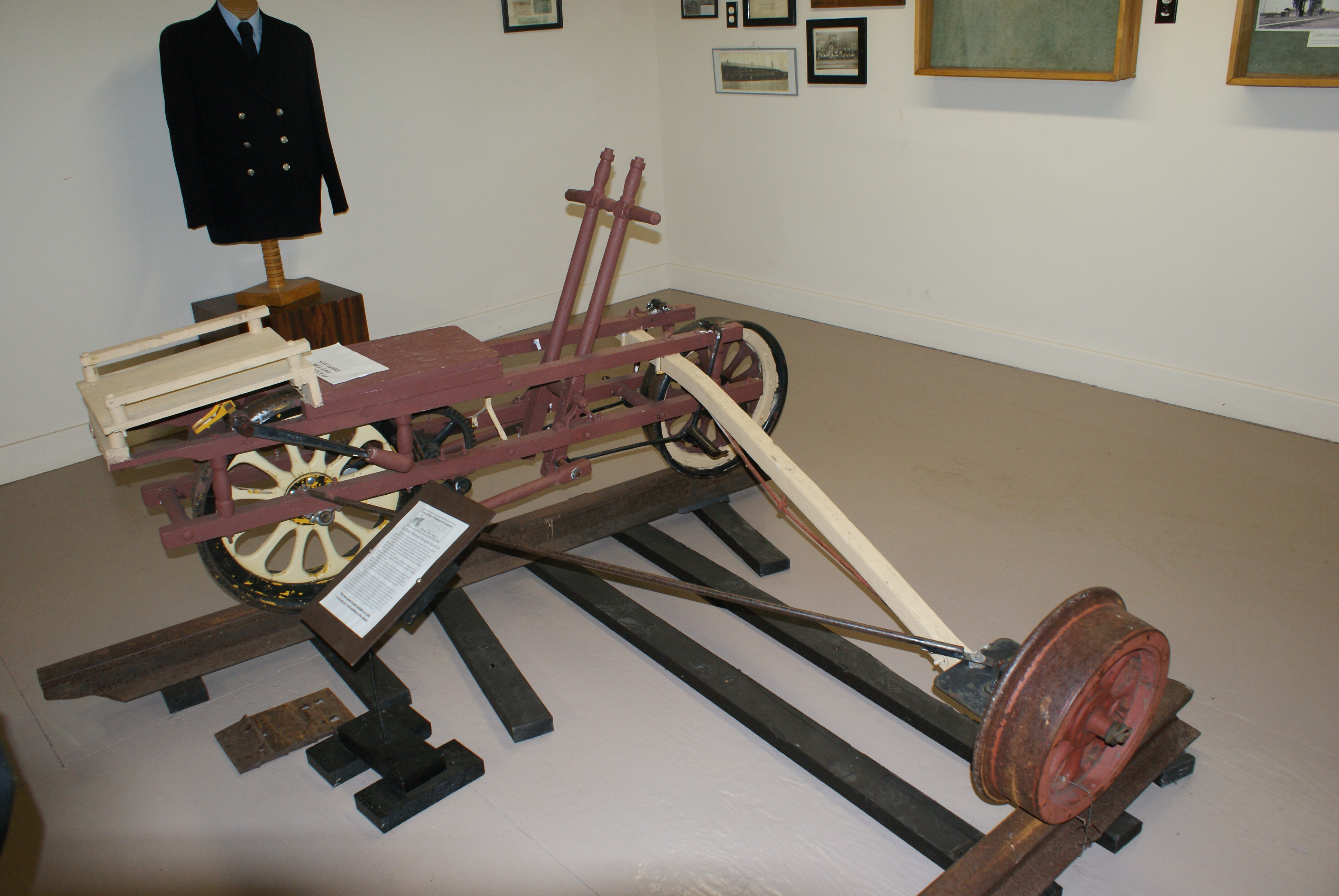
Дрезина с комбинированным приводом в Саскачеванском железнодорожном музее, Канада.[Комм 1]
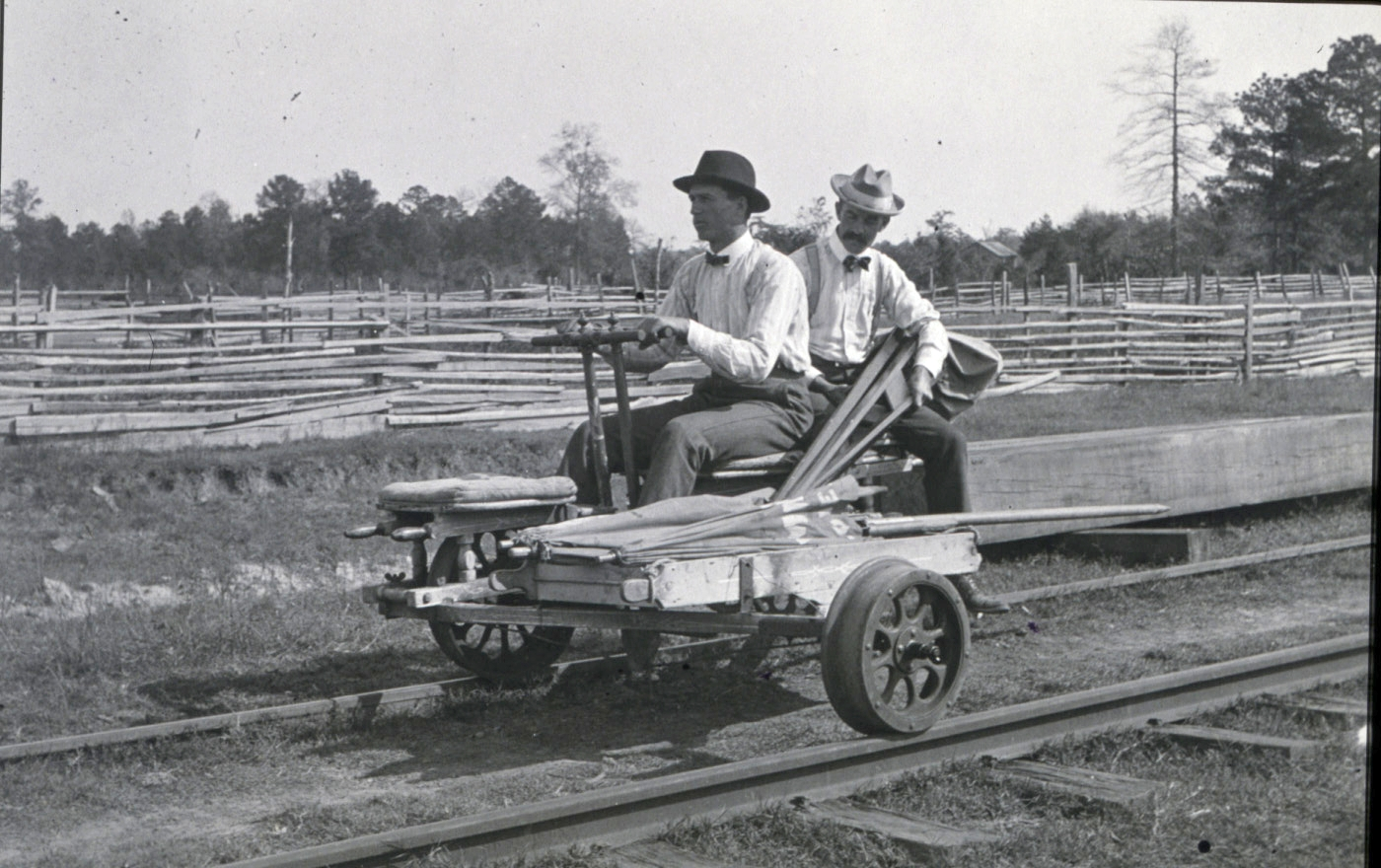
Путевые обходчики на комбинированной дрезине, оборудованной тремя посадочными местами и грузовой площадкой, Индейская территория Оклахома, США, 1902 год.
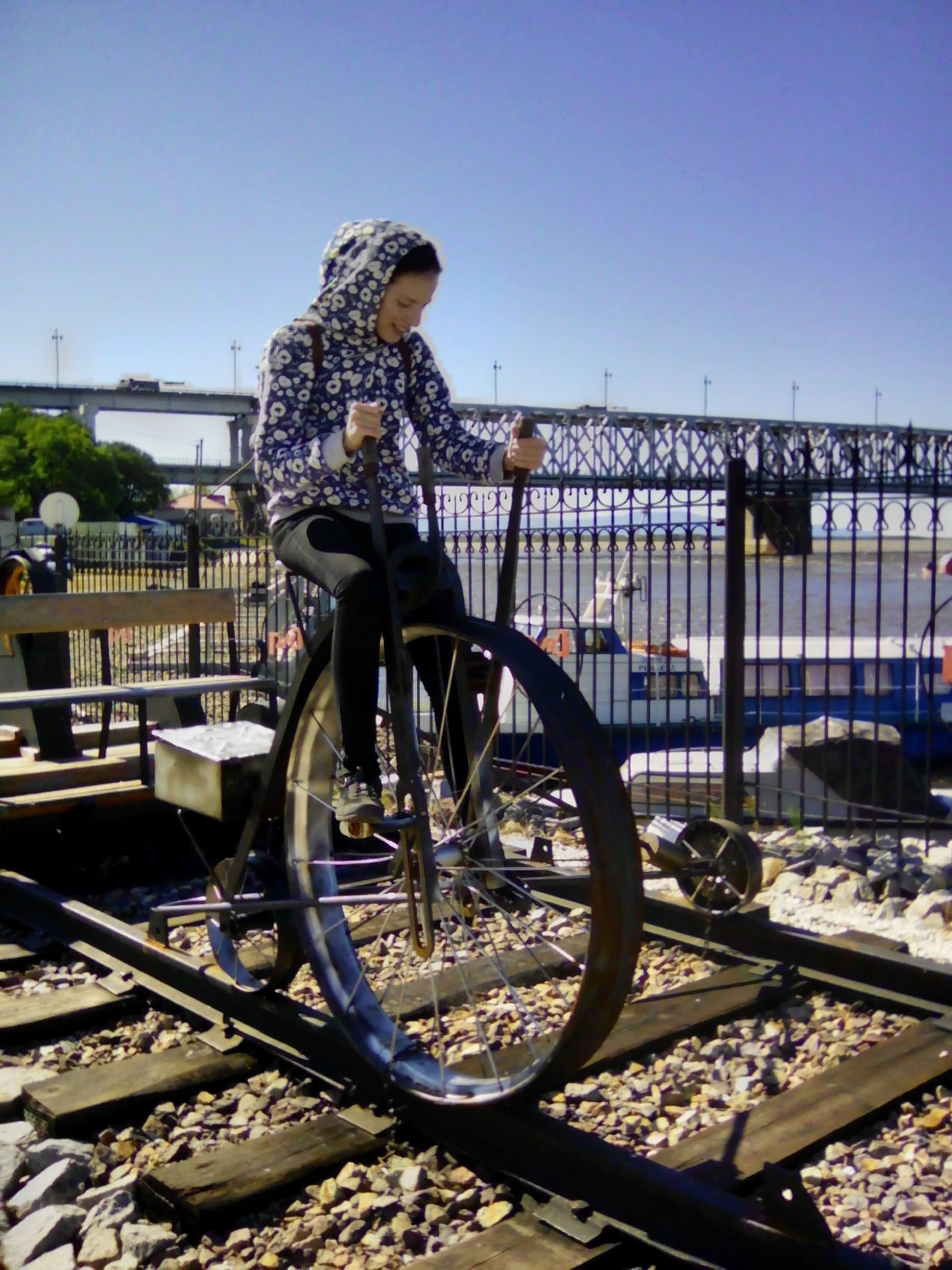
Трёхколесная дрезина с комбинированным ручным и педальным приводом в музее истории Амурского моста.

В Америке почти на всех железных дорогах, а в Европе только в виде исключения существовали дрезины, состоящие из седла-«скамейки», установленной на двух колёсах, расположенных одно за другим и движущихся по одному из рельсов. Такие дрезины приводятся в движение вращением ведущего колеса (как правило, заднего), которое, в свою очередь, приводится во вращение руками и ногами посредством системы рычагов и зубчатых зацеплений. Точкой опоры служит третье, как правило, меньшее по размеру колесо, движущееся по другому рельсу и соединённое укосиной с общей рамой. Такие трёхколёсные дрезины служат для передвижения, как правило, одного−двух человек, употребляются для поездок дорожных мастеров и сторожей. При этом укосина может выполнять роль небольшой грузовой площадки.

## Дрезины, приводимые в движение двигателями

### Паровые дрезины
Первоначально в качестве двигателя на таких дрезинах использовалась паровая машина.
Паровые дрезины обеспечивали возможность езды с достаточно большими скоростями (от 50 до 70 километров в час).

### Мото- и автодрезины
В настоящее время на железных дорогах абсолютным большинством являются дрезины, приводимые в движение двигателями внутреннего сгорания.
Такие дрезины подразделяются на мотодрезины и автодрезины.
Ранее к автодрезинам относили лёгкие съёмные (до 300 кг) машины, оснащённые мотоциклетными двигателями (называвшиеся также мотодрезинами); как следствие, существовало подразделение автодрезин в зависимости от массы на съёмные и несъёмные. К настоящему моменту такая классификация является устаревшей: съёмные машины классифицируются как мотодрезины, тогда как под термином «автодрезины» подразумеваются исключительно несъёмные машины.
По конструкции небольшая автодрезина напоминает автомобиль. Так же, как и на автомобиле, передача на авто- и мотодрезине механическая, но, в отличие от автомобиля, трансмиссия мотодрезины имеет реверс-редуктор с одинаковыми передаточными числами для переднего и заднего хода (то есть дрезина может с одинаковой скоростью ехать вперёд и назад). Место водителя стараются оборудовать таким способом, чтобы ему было удобно управлять дрезиной при любом направлении движения.
Иногда в качестве дрезин используют переоборудованные автомобили, зачастую просто заменяя пневматические колёса на металлические, но это приводит к определённым неудобствам, так как при движении задним ходом водителю приходится выворачивать шею или пользоваться услугами своеобразного «лоцмана»-«назадсмотрящего».

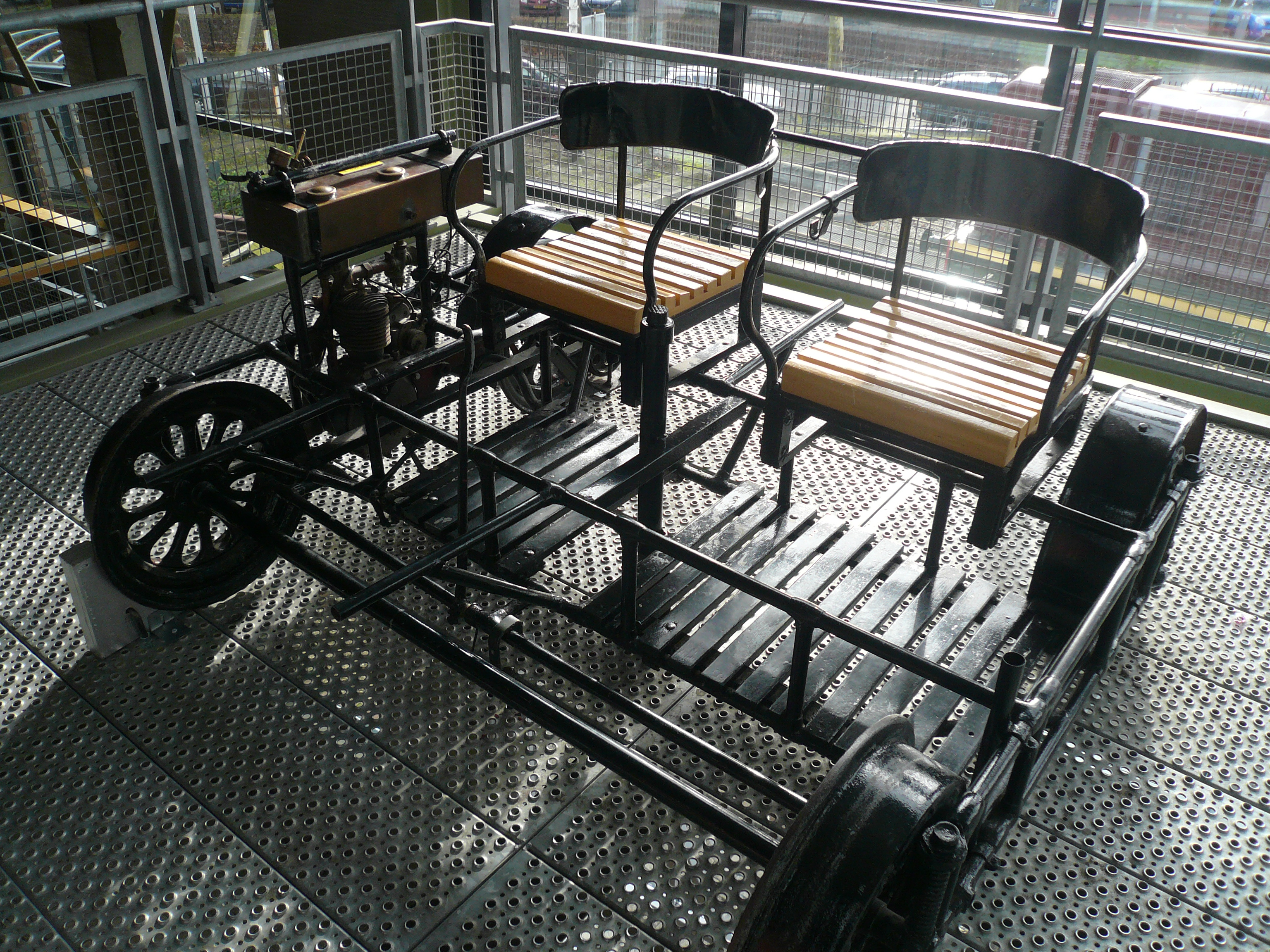
Мотодрезина. 1910 год.
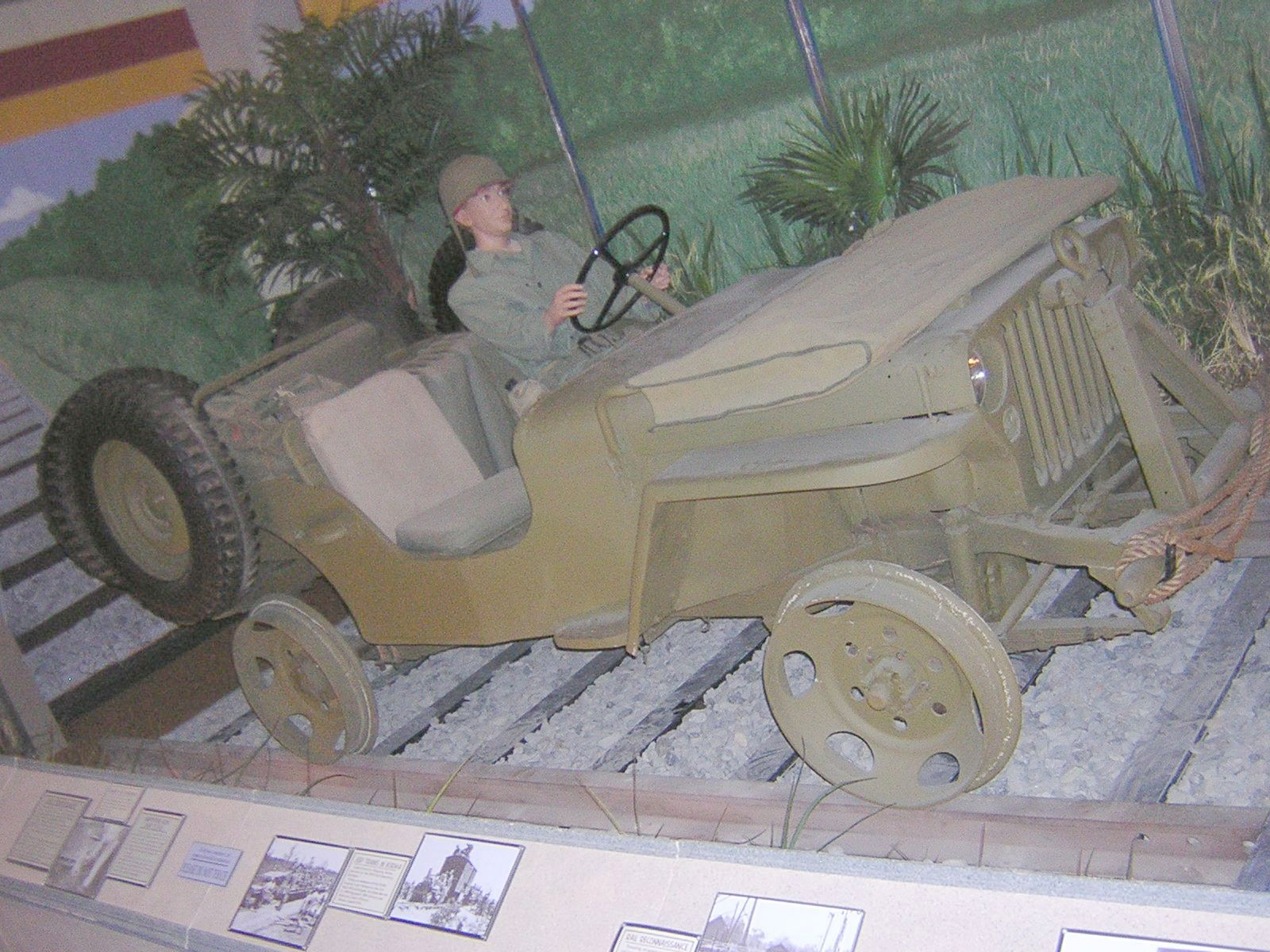
Автодрезина времён Второй мировой войны на основе Виллиса МБ или Форда GPW Jeep[Комм 2] на железнодорожных катках вместо колёс. Диорама в экспозиции Музея транспорта армии США, Форт Юстис[англ.], штат Вирджиния, США.
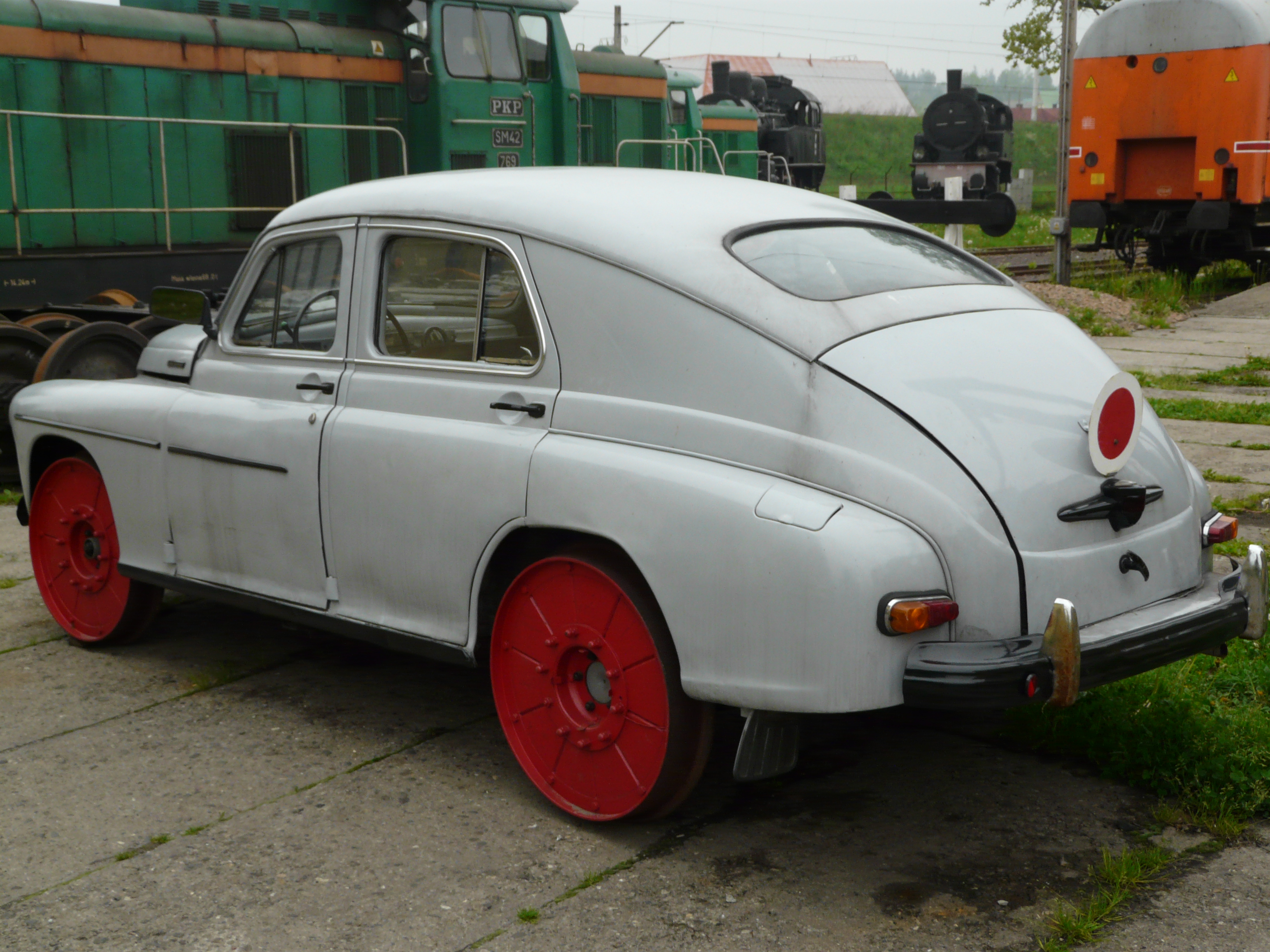
Автодрезина на базе польской «Варшавы» М20.
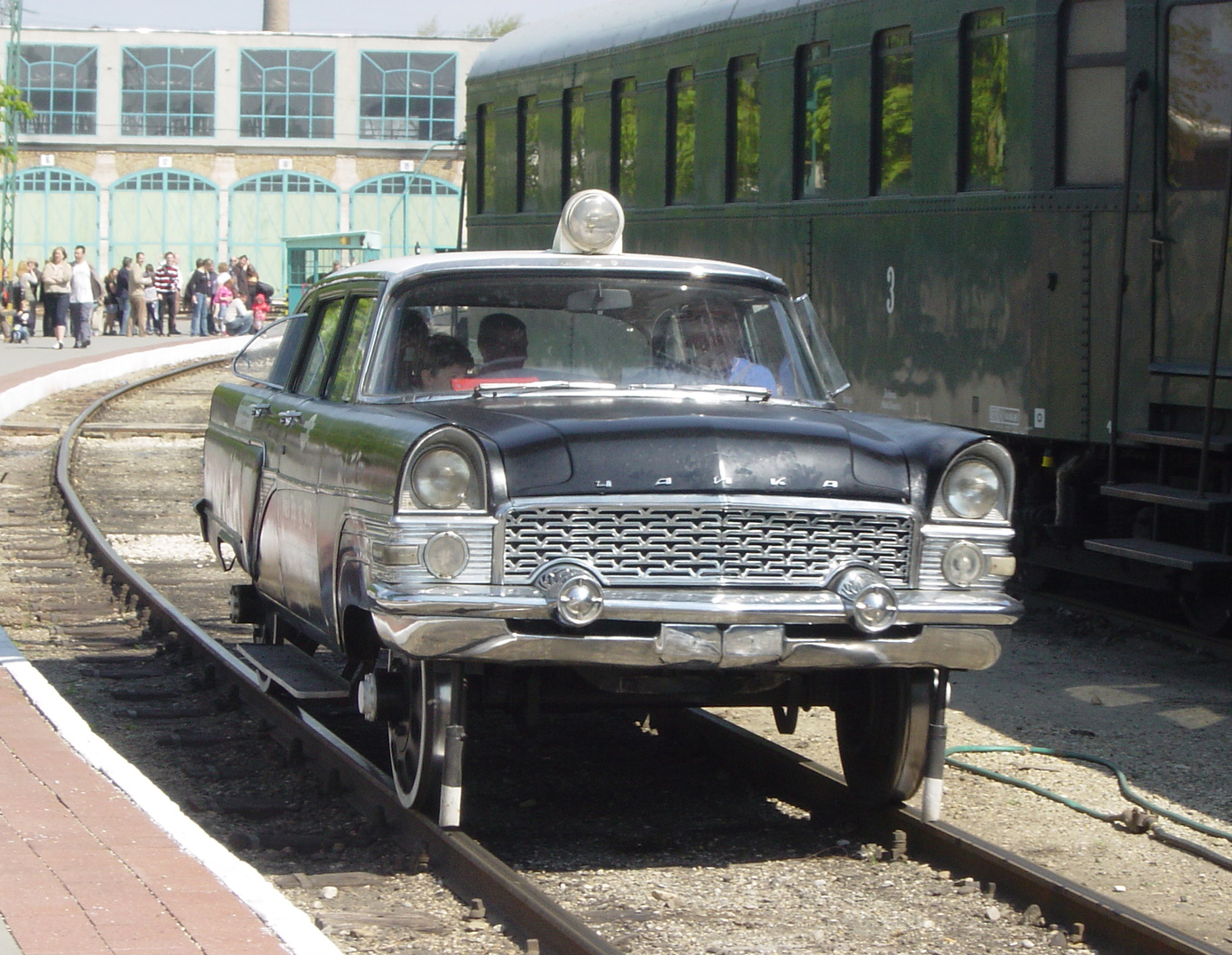
ГАЗ-13 «Чайка», переделанный в автодрезину.

Для решения этой проблемы автомобили-дрезины иногда оборудуют специальным разворотным устройством. Оно представляет собой опускающуюся опору, установленную под днищем, строго под центром тяжести машины. В рабочем положении она опускается на рельсы с помощью встроенного домкрата, машина приподнимается над рельсами и разворачивается на 180° вокруг оси домкрата.

#### Пионерка
Пионерка (также жаргонное «бешеная табуретка») — лёгкая, как правило, самодельная мотодрезина.
В 1950-х годах серийно выпускалась лёгкая дрезина ТД-5 и ТД-5У «Пионерка» (узкоколейная). Её распространённость привела к тому, что в России и странах СНГ название «Пионерка» стало нарицательным, и так стали называть различные самодельные устройства.
Самодельные пионерки часто используются на узкоколейках местными жителями, как личный транспорт. Встречаются «пионерки» и на дорогах широкой колеи, но гораздо реже.
|                                   | Внешние медиафайлы Серийные и самодельные «пионерки» Изображения Фото серийной дрезины ТД-5 Видеофайлы « Бешеные табуретки » : документальный фильм про путешествия на пионерках по УЖД в Коли , Ленинградская обл. (29 мин.) / Режиссёр: Александр Киселёв. Сценарист: Анастасия Матвеева. Оператор: Сергей Шульц — Россия: Санкт-Петербургская студия документальных фильмов, 2003. Краткое описание Кадры из фильма (неопр.) . Архивировано 8 января 2008 года. |
| Внешние медиафайлы                | |
| Серийные и самодельные «пионерки» | |
| Изображения                       | |
|                                   | Фото серийной дрезины ТД-5 |
| Видеофайлы                        | |
|                                   | «Бешеные табуретки» : документальный фильм про путешествия на пионерках по УЖД в Коли, Ленинградская обл. (29 мин.) / Режиссёр: Александр Киселёв. Сценарист: Анастасия Матвеева. Оператор: Сергей Шульц — Россия: Санкт-Петербургская студия документальных фильмов, 2003. - - Краткое описание - Кадры из фильма. Архивировано 8 января 2008 года. |

#### Бронедрезины
Броневая дрезина (бронедрезина, БД), бронелетучка — самодвижущаяся железнодорожная боевая машина, бронированная железнодорожная моторизованная дрезина (мото- или автодрезина).
Предназначается для осуществления разведки и охранения вдоль железнодорожного пути, а в некоторых случаях — и для выполнения самостоятельных боевых задач.
Бронедрезины самых разнообразных конструкций широко применялись многими странами на железных дорогах в первой половине XX века, впоследствии практически полностью выйдя из употребления.

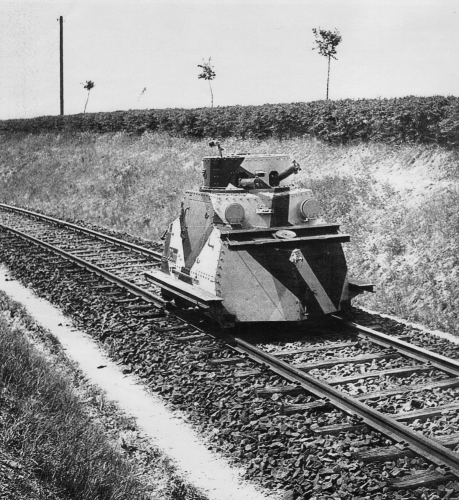
Бронедрезина чехословацкого производства «Tatra T18»[фин.] в составе польской армии, 1926 год.
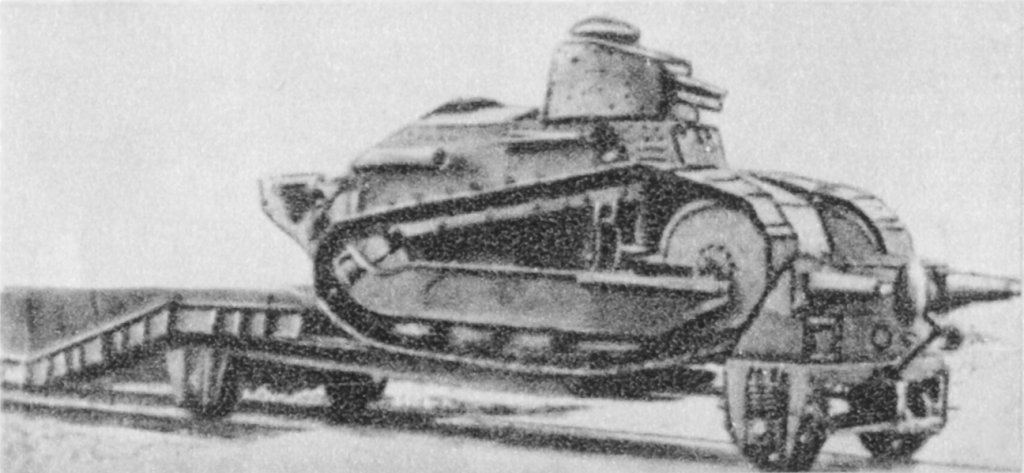
Польская бронедрезина типа «R» с танком «FT-17», до 1926 года.
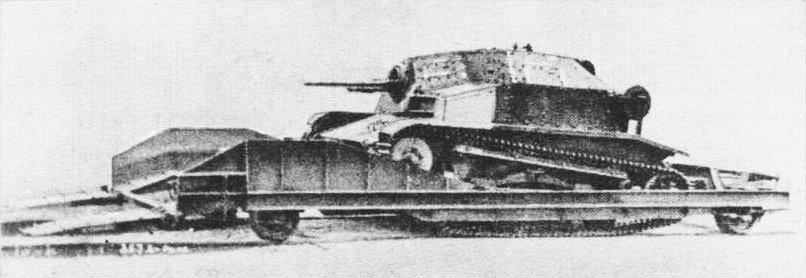
Польская бронедрезина типа — танкетка «TKS» в направляющей раме, установленной на жележнодорожные катки, не позволяющей танкетке сваливаться с рельсов, 1920-е годы.
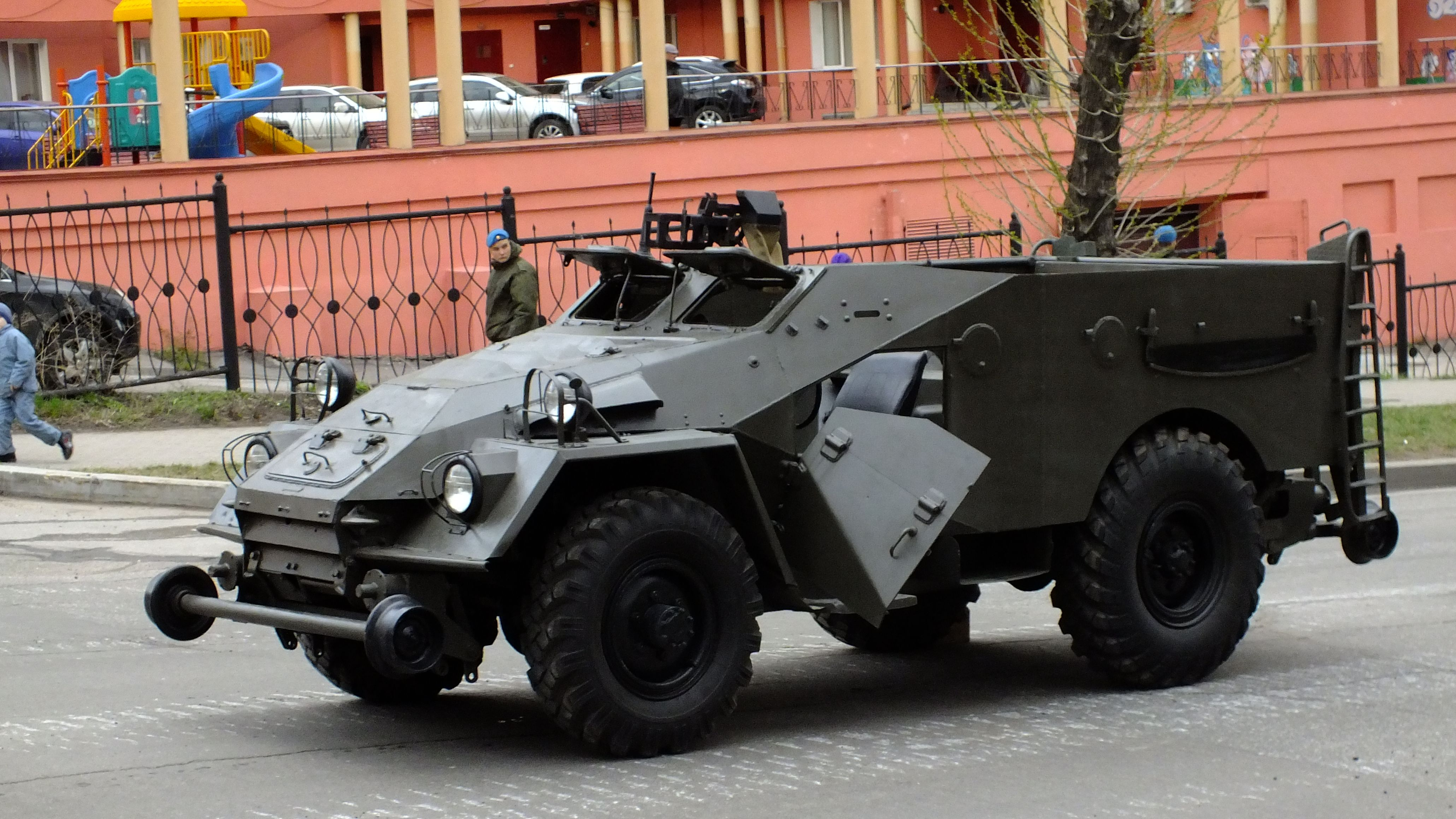
Бронеавтомобиль-дрезина БТР-40ЖД, на параде Победы 9 мая 2015 года, Хабаровск.

### Ракетная дрезина
Ракетная дрезина

Берлин, 24. По сообщению агентства Вольфа, испытание первой ракетной дрезины, действующей отдачей взрывающихся газов, окончилось неудачей. Дрезина была построена германской автомобильной фирмой Опель и представляла собой продолжение опытов с ракетным автомобилем, который недавно был испытан на берлинском автодроме.

Испытание ракетной дрезины состоялось на прямолинейном участке железнодорожного пути Ганновер — Целле, вблизи Бургведеля. На испытании присутствовало свыше 10 тысяч зрителей.

Первый рейс, с уменьшенным числом ракет и без водителя, дрезина прошла удачно. При второй попытке число ракет и заряд пороха были увеличены в четыре раза. Из предосторожности дрезина и на этот раз была пущена без водителя. Тотчас после старта дрезина сошла с рельс. Вторичная попытка также окончилась неудачей. При второй попытке дрезина была разбита.«Красная газета», 6 июля 1928 года.

## В искусстве
Образ дрезины иногда становится художественным элементом, значимым для киносценария или романа.
- В романе Леонида Леонова «Соть» (1929) о строительстве бумажного комбината, дрезина становится значимым элементом повествования, определённым художественным символом, связующим «прошлое» и «настоящее». При помощи дрезины на стройку приезжает мать главного героя Ивана Увадьева, и на той же дрезине она покидает стройку, расставаясь навсегда с сыном.
- Аналогичную смысловую нагрузку несёт дрезина в первом советском художественном звуковом фильме «Путёвка в жизнь» (1931) о перевоспитании беспризорных подростков в первые годы советской власти, основанном на опыте подмосковной Болшевской трудовой коммуны. В конце фильма разогнавшаяся ручная дрезина по инерции привозит в коммуну тело убитого Мустафы по прозвищу «Ферт», не поддавшегося на уговоры главаря шайки беспризорников Фомки Жигана и не захотевшего возвращаться к прежней воровской жизни, за что Жиган зарезал его ножом.
- В фильме Эдмонда Кеосаяна «Корона Российской империи, или Снова неуловимые» (1971) подросток-чекист Ксанка Щусь на ручной дрезине преследует матёрого белогвардейца штабс-капитана Овечкина, уходящего от погони на поезде. Дрезина Ксанки проходит сквозь взорвавшуюся на путях цистерну с топливом, которую поджёг Овечкин, и догоняет поезд.
- В фильме «Сталкер» (1979) режиссёра Андрея Тарковского можно увидеть, как герои передвигаются на дрезине, которая несёт важную для фильма смысловую нагрузку[какую?].
- В фильме «Хлеб, золото, наган» (1980) режиссёра Самвела Гаспарова герои передвигаются на дрезине в начале фильма.
- В романе Алексея Иванова «Псоглавцы» (2011) описана ночная погоня чудовищ за главным героем, едущим на ветхой советской дрезине[11] на базе ГАЗ-51[12].

## Комментарии
1. ↑  Сравнивая две предыдущие фотографии можно видеть, что укосина и третье колесо могут устанавливаться с разных сторон от общей рамы.
2. ↑  Что более вероятно, судя по штампованной решётке радиатора.